# Glacier View (Alaska)
Glacier View ist ein census-designated place (CDP) im Matanuska-Susitna Borough in Alaska in den Vereinigten Staaten. Das U.S. Census Bureau hat bei der Volkszählung 2020 eine Einwohnerzahl von 375 ermittelt.

## Geographie
Glacier View liegt an der östlichen Grenze des Matanuska-Susitna Boroughs. Das Gebiet liegt westlich des Berges Gunsight Mountain am Matanuska-Gletscher und ist über den Glenn Highway erreichbar. Glacier View liegt zwei bis drei Autostunden von Anchorage entfernt.

## Geschichte
Glacier View liegt an der westlichen Ecke des Indianerreservates Copper River–Ahtna–Athabasken. Die Ahtnas waren Halbnomaden, die mit dem Indianerstamm der Dena'ina am Cook Inlet mit Pelzen handelten. Der Glacier View-Tahneta Pass diente als Durchgangsstraße ins Landesinneren für Goldsucher. Während der 1920er Jahre gehörte der Goldbergbau zu den ganz wenigen Wirtschaftszweigen von Bedeutung in dem Gebiet. Einige Bergleute siedelten sich in dem Gebiet an. Während des Zweiten Weltkrieges wurde der Glenn Highway bis zum Richardson Highway bei Glennallen ausgebaut.

## Wirtschaft
In dem Gebiet gibt es einige Lodgen mit Unterkunftsmöglichkeiten für Einwohner und Reisende. Im Sommer bietet der Highway-Autoverkehr Arbeitsmöglichkeiten. Die Einwohner kaufen Waren für den täglichen Bedarf meistens im Einzugsgebiet von Wasilla und Palmer oder in Anchorage. Im Gebiet selbst sind keine Einkaufsmöglichkeiten vorhanden. Es gibt einige Bergbau- und Kies-Ausgrabungsstätten.

## Demografie
Zum Zeitpunkt der Volkszählung im Jahr 2000 (U.S. Census 2000) hatte Glacier View CDP 249 Einwohner auf einer Landfläche von 1160,8 km². Das Durchschnittsalter betrug 42,9 Jahre (nationaler Durchschnitt der USA: 35,3 Jahre). Das Pro-Kopf-Einkommen (englisch per capita income) lag bei US-Dollar 14.855 (nationaler Durchschnitt der USA: US-Dollar 21.587). 4,0 % der Einwohner lagen mit ihrem Einkommen unter der Armutsgrenze (nationaler Durchschnitt der USA: 12,4 %). 32,9 % der Einwohner sind deutschstämmig, 14,5 % sind englischer- und 12,9 % irischer Abstammung.